# Liga Élite de hockey línea 2018-19
La temporada 2018-19 de la Liga Élite de hockey línea de hockey en línea la disputaron diez equipos del territorio español. El Espanya Hockey Club es el vigente campeón tras haber ganado la temporada anterior al CPL Valladolid en la final.

## Equipos participantes por comunidad autónoma
| N.º | Comunidad autónoma   | Equipos                                                   |
| --- | -------------------- | --------------------------------------------------------- |
| 1   | Canarias             | Molina Sport ACEGC                                        |
| 1   | Castilla y León      | CPL Valladolid                                            |
| 3   | Cataluña             | HC Rubí Cent Patins, CHL Jujol Jokers y CP Castellbisball |
| 2   | Comunidad de Madrid  | Tres Cantos Patín Club, CHC Las Rozas                     |
| 1   | Comunidad Valenciana | HC Castellón                                              |
| 1   | Islas Baleares       | Espanya HC                                                |
| 1   | País Vasco           | Metropolitano HC                                          |

## Liga Regular

### Clasificación
|    | Equipo                 | PJ | BN | G  | E | P  | GF  | GC  | PTOS |
| -- | ---------------------- | -- | -- | -- | - | -- | --- | --- | ---- |
| 1  | CPL Valladolid         | 18 | 0  | 16 | 0 | 2  | 84  | 39  | 48   |
| 2  | Espanya HC             | 18 | 0  | 13 | 2 | 3  | 112 | 69  | 41   |
| 3  | HC Rubí Cent Patins    | 18 | 0  | 12 | 1 | 5  | 78  | 58  | 37   |
| 4  | Molina Sport ACEGC     | 18 | 3  | 10 | 3 | 5  | 97  | 80  | 36   |
| 5  | Metropolitano HC       | 18 | 1  | 10 | 1 | 7  | 80  | 59  | 32   |
| 6  | CHL Jujol Jokers       | 18 | 0  | 7  | 1 | 10 | 75  | 93  | 22   |
| 7  | HC Castellón           | 18 | 2  | 4  | 3 | 11 | 71  | 93  | 17   |
| 8  | CHC Las Rozas          | 18 | 0  | 5  | 1 | 12 | 63  | 87  | 16   |
| 9  | Tres Cantos Patín Club | 18 | 1  | 3  | 3 | 12 | 61  | 84  | 13   |
| 10 | CP Castellbisball      | 18 | 1  | 2  | 1 | 15 | 58  | 117 | 5    |

|  | Clasificado para el Play-off      |
|  | Desciende a la Liga Oro Masculina |

## Fase final
- Los 4 mejores equipos de la liga regular se clasifican a la fase final.

|  | Semifinales         | Semifinales | Semifinales | Semifinales |   |                | Final | Final | Final |  |
|  |                     |             |             |             |   |                |       |       |       |  |
|  |                     |             |             |             |   |                |       |       |       |  |
|  | CPL Valladolid      | 5           | 7           | 7           |   |                |       |       |       |  |
|  | CPL Valladolid      | 5           | 7           | 7           |   |                |       |       |       |  |
|  | Molina Sport ACEGC  | 6           | 3           | 1           |   |                |       |       |       |  |
|  | Molina Sport ACEGC  | 6           | 3           | 1           |   | CPL Valladolid | 4     | 9     |       |  |
|  |                     |             |             |             |   | CPL Valladolid | 4     | 9     |       |  |
|  |                     |             | Espanya HC  | 3           | 3 |                |       |       |       |  |
|  | HC Rubí Cent Patins | 2           | Espanya HC  | 3           | 3 | 3              |       |       |       |  |
|  | HC Rubí Cent Patins | 2           |             |             |   | 3              |       |       |       |  |
|  | Espanya HC          | 6           | 8           |             |   |                |       |       |       |  |
|  | Espanya HC          | 6           | 8           |             |   |                |       |       |       |  |
|  |                     |             |             |             |   |                |       |       |       |  |

| Bandera de Castilla y León |
| CPL Valladolid             |